# Gerbersträucher
Die Gerbersträucher (Coriaria) sind die einzige Gattung der Pflanzenfamilie der Gerberstrauchgewächse (Coriariaceae) innerhalb der Ordnung der Kürbisartigen (Cucurbitales). Die etwa 16 Arten kommen in einem stark disjunktes Areal vor. Der botanische Name Coriaria ist vom lateinischen Wort corium für Fell, Haut, Leder abgeleitet und bezieht sich – wie auch die deutsche Bezeichnung Gerberstrauch – auf die Verwertung einiger Arten für die Gerberei.

## Beschreibung

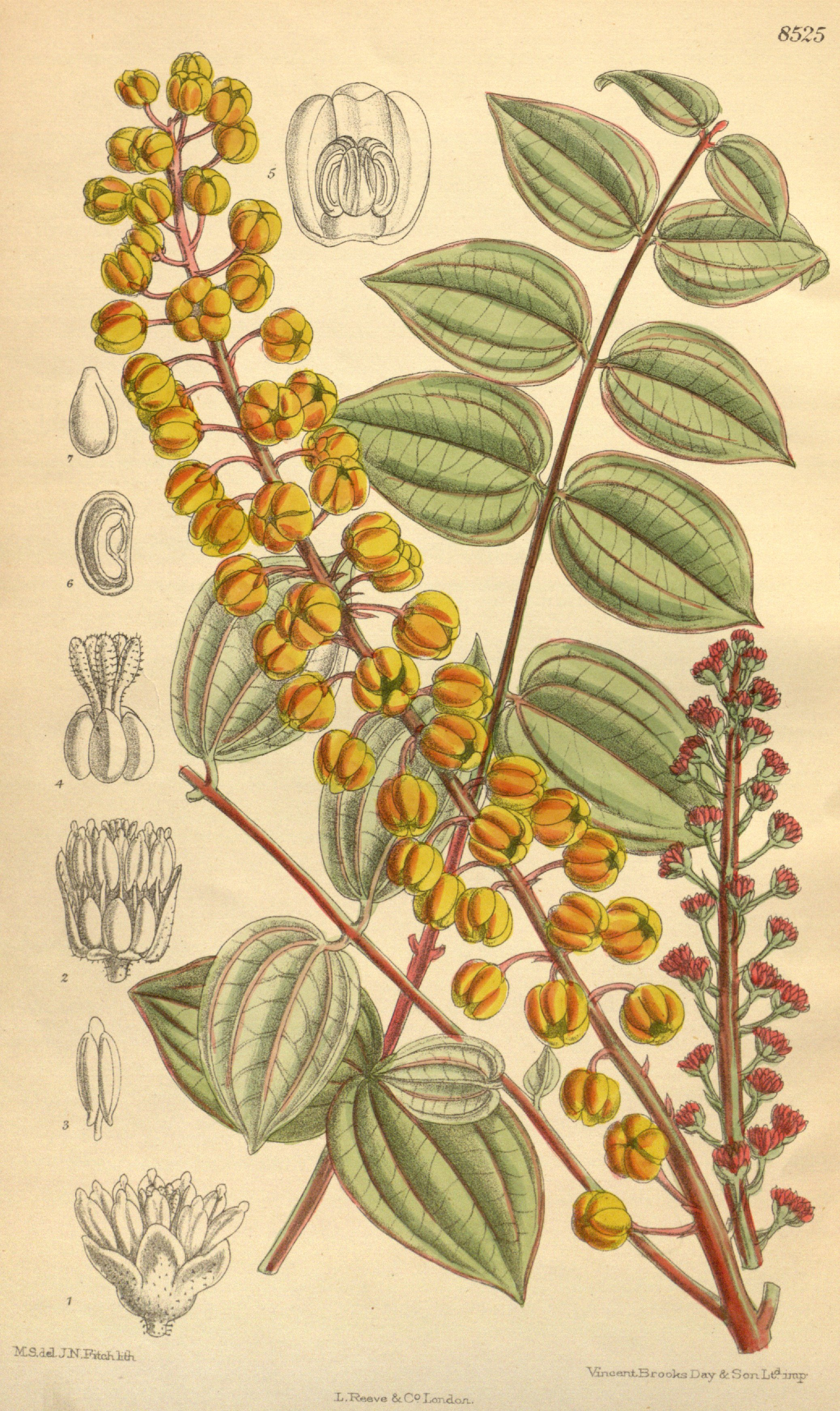
Illustration von Coriaria terminalis

### Vegetative Merkmale
Coriaria-Arten sind Sträucher, selten Halbsträucher oder Bäume, die immergrün oder laubabwerfend sein können. Alle Pflanzenteile sind giftig, besonders die Blätter und Früchte. Viele Zweige wirken wie zusammengesetzte Laubblätter. Die gegenständig oder in Quirlen angeordneten Laubblätter sind ungestielt, einfach, ledrig und ganzrandig. Kleine Nebenblätter sind vorhanden.

### Generative Merkmale
Die Blüten stehen einzeln oder in traubigen Blütenständen. Sie besitzen eingeschlechtige oder zwittrige Blüten an einem Exemplar. Die radiärsymmetrischen, kleinen Blüten sind fünfzählig (sechszählig?) mit doppelter Blütenhülle (Perianth). Es sind je fünf Kelchblätter vorhanden. Die fünf fleischigen Kronblätter sind kleiner als die Kelchblätter. Es gibt zwei Kreise mit je fünf fertilen Staubblätter, die nicht untereinander verwachsen sind. Die Staubbeutel überragen die Kronblätter. Die fünf (bis zehn) oberständigen Fruchtblätter sind nicht oder nur an der Basis verwachsen. Je Fruchtblatt ist nur eine hängende, anatrope Samenanlage vorhanden. Die fünf Griffel enden jeweils in einer zurückgekrümmten Narbe. Es ist höchstens ein dünnes Endosperm vorhanden, und der Embryo ist aufrecht.
Sie bilden nussartige Früchte, Achänen, die von den sich vergrößernden Kronblättern umhüllt bleiben und zusammen eine bei Reife rote bis schwarze Pseudosteinfrucht bilden.
Die Chromosomengrundzahlen betragen x = 10, 15.

### Inhaltsstoffe
An Inhaltsstoffen sind zum Beispiel Flavonoide (Kaempferol, Quercetin), Sesquiterpene (Myricetin) und Glykosid (Coriamyrtin) vorhanden.

Verbreitung der Gattung Coriaria

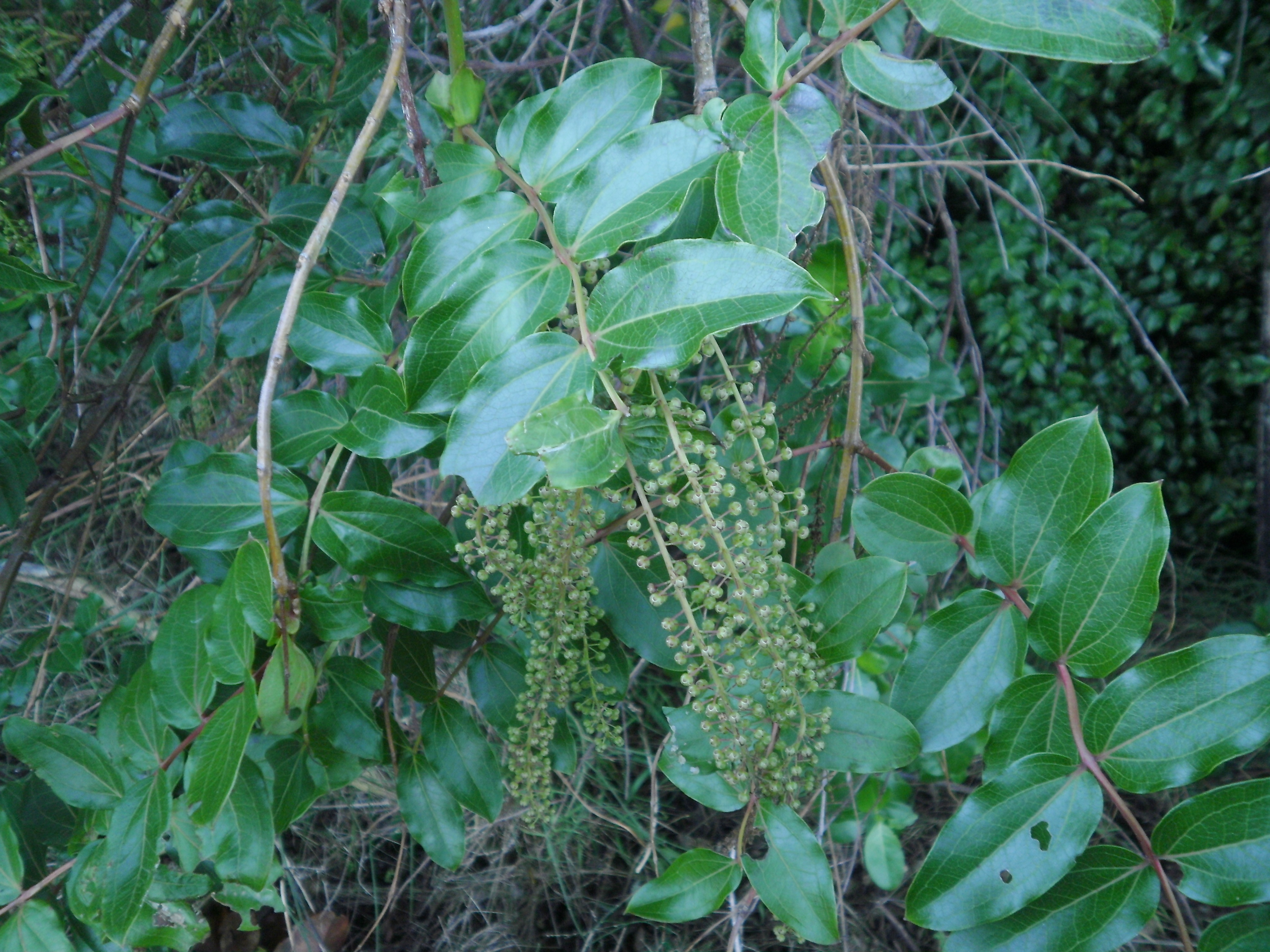
Zweige mit gegenständigen Blättern von Coriaria arborea

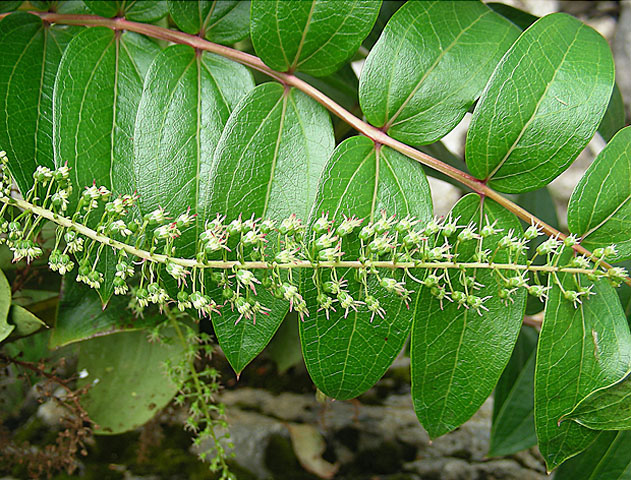
Zweig mit gegenständigen Blättern und Blütenstand des Ruskusblättrigen Gerberstrauches (Coriaria ruscifolia)

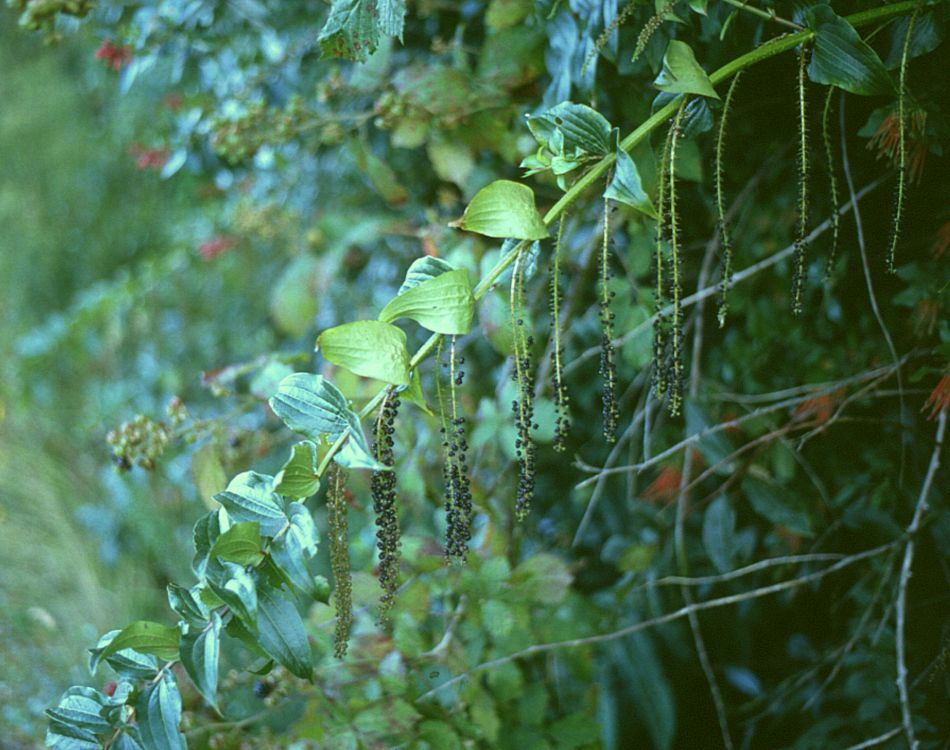
Zweige mit gegenständigen Blättern und Fruchtständen des Ruskusblättrigen Gerberstrauches (Coriaria ruscifolia)

## Systematik und Verbreitung
Der Gattungsname Coriaria wurde 1753 durch Carl von Linné in Species Plantarum, 2, S. 1037 erstveröffentlicht. Typusart ist Coriaria myrtifolia L. Synonyme für Coriaria L. sind: Heterocladus Turcz., Heterophylleia Turcz. Der Familienname Coriariaceae wurde 1824 durch Augustin-Pyrame de Candolle in Prodromus Systematis Naturalis Regni Vegetabilis, 1, S. 739 aufgestellt.
Die Gattung Coriaria besitzt ein sehr disjunktes Areal. Gerberstrauch-Arten haben ihre Heimat im Mittelmeerraum, China, Himalaja, Neuguinea, Neuseeland, Zentralamerika und im westlichen Südamerika. Sie gedeihen in warm gemäßigten Gebieten oder subtropischen bis tropischen Klimaten. Fossil ist Coriaria durch 82 Millionen Jahre alten Pollen aus der Antarktis bekannt, wodurch wahrscheinlich wird, dass das heute so disjunkte Areal auf eine einst kontinuierlichere Ausbreitung zurückgeht, als Neuseeland, die Antarktis und das südliche Südamerika sich während niedrigerer Meeresspiegel und geändertet Kontinentalpositionen physisch relativ nahe waren (Renner et al., 2020).
In der Gattung Coriaria bzw. der Familie der Coriariaceae gibt es etwa 16 (5 bis 30) Arten:
- Coriaria angustissima Hook. f.: Sie kommt auf der Südinsel von Neuseeland und auf der Stewart-Insel vor.[6]
- Coriaria arborea Linds.: Die zwei Varietäten kommen in Neuseeland, Chatham-Inseln und Kermadec-Inseln vor.[6]
- Coriaria duthiei D.K.Singh & Pusalkar: Diese 2009 erstbeschriebene Art ist von Pakistan bis zum westlichen Himalaya verbreitet.[6]
- Coriaria intermedia Matsumura (wird auch als Unterart subsp. intermedia (Matsum.) T.C.Huang zu Coriaria japonica gestellt): Die Heimat ist Taiwan.[6]
- Japanischer Gerberstrauch[7] (Coriaria japonica A.Gray): Die ein oder zwei Unterarten kommen in Japan und (bei Einschluss von Coriaria intermedia) auch in Taiwan vor.[6]
- Coriaria kingiana Colenso: Die Heimat ist die Nordinsel von Neuseeland.[6]
- Coriaria kweichovensis Hu: Sie ist im südlich-zentralen China verbreitet.[6]
- Coriaria lurida Kirk: Sie kommt in Neuseeland vor.[6]
- Myrtenblättriger Gerberstrauch oder Redoul (Coriaria myrtifolia L.): Sie kommt ursprünglich in Marokko, Algerien, Spanien, Frankreich, auf den Balearen, in Italien und in Griechenland vor.[6]
- Chinesischer Gerberstrauch (Coriaria napalensis Wall., Syn. Coriaria sinica Maxim.): Sie ist vom Himalaja von Pakistan bis ins südwestliche China verbreitet.[6]
- Coriaria plumosa W.R.B.Oliv.: Die Heimat ist Neuseeland.[6]
- Coriaria pottsiana W.R.B.Oliv.: Die Heimat ist die Nordinsel von Neuseeland.[6]
- Coriaria pteridoides W.R.B.Oliv.: Die Heimat ist die Nordinsel von Neuseeland.[6]
- Coriaria ruscifolia L.: Die zwei Unterarten sind von Neuguinea bis zu den Inseln des südlichen Pazifik und von Mexiko bis ins südwestliche Argentinien verbreitet.[6]
  - Ruskusblättriger Gerberstrauch (Coriaria ruscifolia subsp. ruscifolia, Syn.: Coriaria sarmentosa G. Forst.). Dieser immergrüne Kletterstrauch wird in Chile „Deu“ oder „Huique“ genannt. Aus den Früchten wird in Südchile Rattengift hergestellt. Die Unterart kommt von Neuseeland bis zu den Inseln des südlichen Pazifik und von Chile bis zum südwestlichen Argentinien vor.[6]
  - Kleinblättriger Gerberstrauch (Coriaria ruscifolia subsp. microphylla (Poir.) L.E.Skog, Syn.: Coriaria microphylla Poir., Coriaria thymifolia Humb. & Bonpl. ex Willd., Coriaria papuana Warb.): Er kommt von Neuguinea bis Neuseeland und von Mexiko bis Peru vor.[6]
- Coriaria ×sarlurida Cockayne & Allan = Coriaria lurida × Coriaria ruscifolia: Nordinsel von Neuseeland.[6]
- Coriaria ×sarmangusta Allan = Coriaria angustissima × Coriaria ruscifolia: Südinsel von Neuseeland.[6]
- Coriaria terminalis Hemsl.: Das Verbreitungsgebiet reicht vom zentralen und östlichen Himalaja bis zur chinesischen Provinz Sichuan.[6] Es gibt zwei Varietäten.[6]

In Dendrogrammen sind die Coriariaceae die Schwesterfamilie der Corynocarpaceae innerhalb der Cucurbitales.

## Nutzung
Die Früchte der Arten Coriaria terminalis und Coriaria sarmentosa und einige andere sollen essbar sein.
Einige Arten werden bei der Gerberei eingesetzt.